# Węglan amonu
Węglan amonu, (NH4)2CO3 – nieorganiczny związek chemiczny z grupy węglanów, sól kwasu węglowego i amoniaku.
W temperaturze pokojowej związek ten tworzy bezbarwne kryształy rozpuszczalne w wodzie. Jest nietrwały, w temperaturze 58 °C ulega rozkładowi na (NH3, CO2 i H2O), dzięki czemu znajduje zastosowanie jako środek spulchniający ciasta i wypieki (proszek do pieczenia). Stosowany jest również jako środek gaśniczy i przeciwpożarowy, odczynnik laboratoryjny oraz w mieszaninach chłodzących, farbiarstwie i garbarstwie.
Węglan amonu można otrzymać przez przepuszczanie dwutlenku węgla przez wodę amoniakalną lub przez sublimację mieszaniny siarczanu amonu i węglanu wapnia:
(NH4)2SO4 + CaCO3 → CaSO4 + (NH4)2CO3↑